# Холиншед, Рафаэль
Рафаэль Холиншед, он же Рафаил, или Ральф Холинсхед (англ. Raphael Holinshed /ˈhɒlɪnzhɛd/; род. между 1525 и 1529 годами — около 1580) — английский хронист и священник, главный редактор и один из составителей популярных «Хроник Англии, Шотландии и Ирландии» (англ. The Chronicles of England, Scotland and Ireland), более известных как «Хроники Холиншеда» (1577).

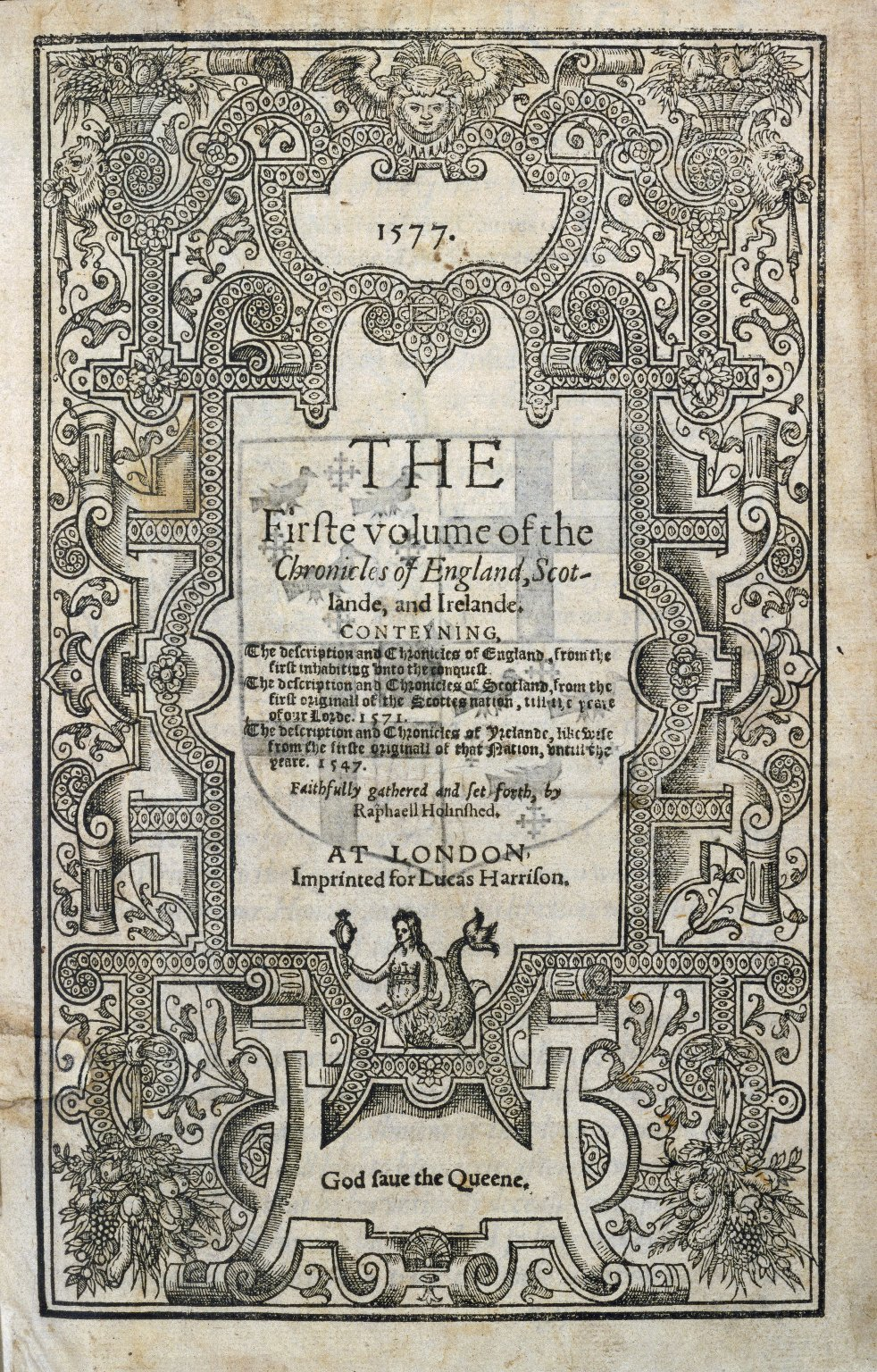
Обложка первого лондонского издания «Хроник Холиншеда» (1577)

## Биография

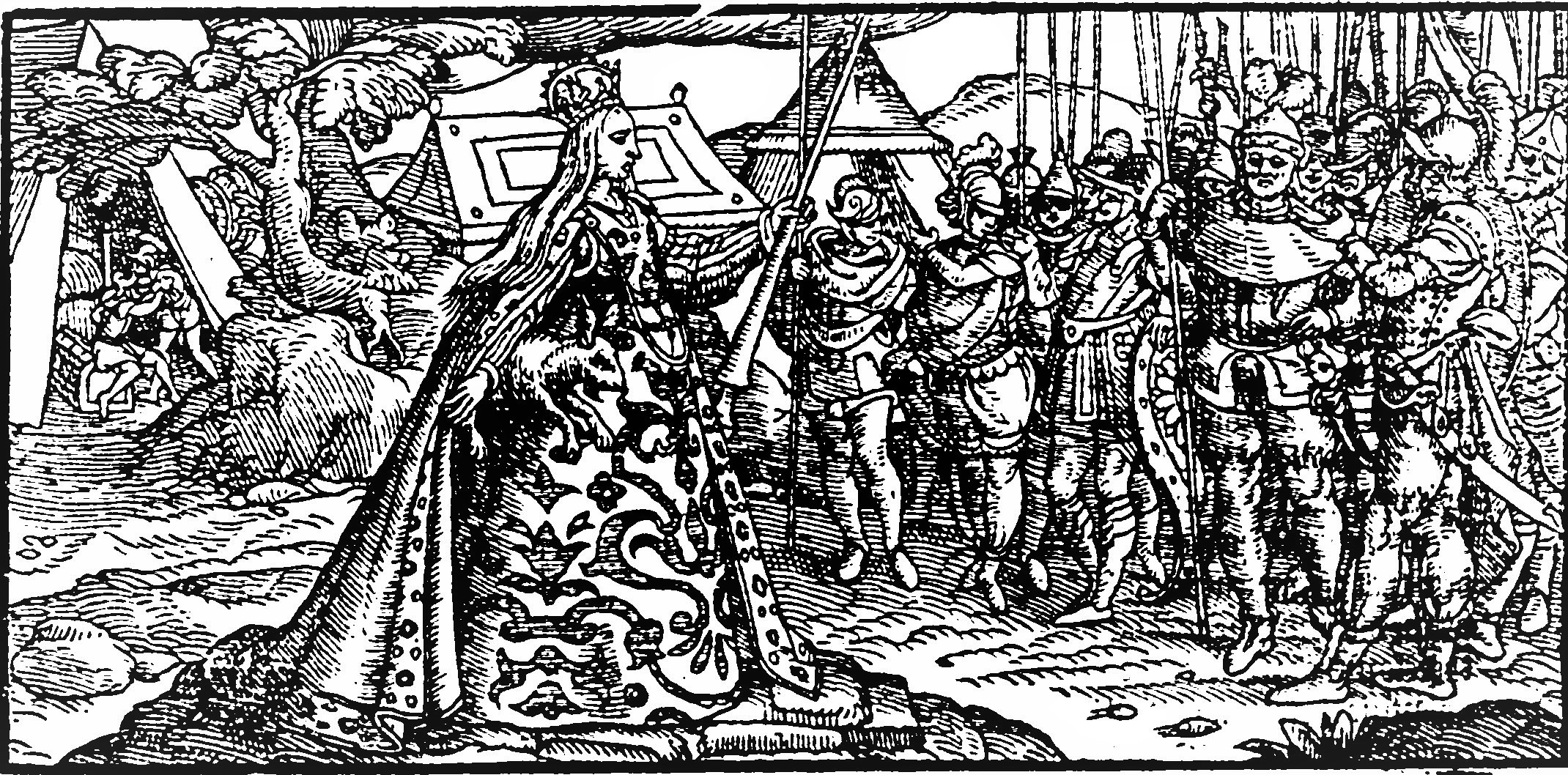
Боудикка произносит речь перед своими воинами. Гравюра из первого лондонского издания «Хроник Холиншеда»

Родился, вероятно, между 1525 и 1529 годами в семье Ральфа Холиншеда в Копхерсте близ Саттон-Даунса в Чешире. Его предполагаемый дядя, йомен Хью Холиншед из Босли, владел землёй в Хейвуде, а его двоюродный брат Оттивел получил в 1541 году в Кембридже степень бакалавра, в 1544-м — магистра искусств, и с 1549 года служил каноником в Виндзоре.
Сам Рафаэль, возможно, получил духовное образование в одном из колледжей Кембриджского университета, скорее всего, в колледже Христа, в списках студентов которого под 1544 годом числится его полный тёзка, или же в Тринити-колледже, сделавшись, по словам антиквария XVII века Энтони Вуда, «служителем слова Божьего». 

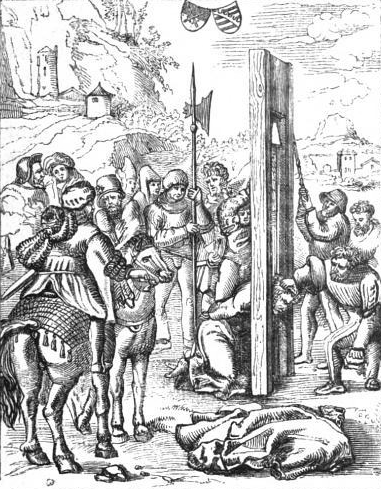
Казнь англичанами ирландского повстанца Меркода Баллаха в 1307 г. Гравюра из первого лондонского издания «Хроник Холиншеда»

Вместе с тем, большинство из вышеизложенных фактов ранней биографии хрониста убедительных документальных оснований на сегодняшний день так и не получили. Достоверно известно лишь, что Холиншед был превосходно образован и знал латынь, французский и итальянский языки, а также немного владел древнегреческим. Около 1555 года, в возрасте примерно 30 лет, он осел в Лондоне, где служил переводчиком у известного издателя-протестанта, уроженца Нидерландов и члена влиятельной Компании торговцев письменными принадлежностями и газетчиков Реджинальда Вулфа, которому, по его собственным словам, «обязан был всем».
Предприимчивый Вулф, опираясь на рукописные заметки Джона Лидгейта (сер. XV в.) и выписки из труда Джона Лиланда «Collectanea» (1533—1536), с самого 1548 года готовил к выпуску «универсальную космографию», по сути своей, всемирную историю с древнейших времен до царствования Елизаветы I. Этот амбициозный проект из-за смерти в 1573 году Вулфа так и не был завершен, но часть его в 1577 году была опубликована его другом Генри Биннеманом под заглавием «Хроники Англии, Шотландии и Ирландии». Двухтомное издание содержало более 2 800 страниц, многие из которых украшены были гравюрами на дереве, содержавшими иллюстрации, портреты, карты и батальные фигуры. Стоимость его составляла более 20 фунтов стерлингов, в силу чего оно доступно было лишь зажиточным покупателям. Самому Холиншеду, помимо редакторской работы, принадлежали разделы по истории Англии (до 1575), Шотландии (до 1509) и Ирландии (до 1547).
Не установлено, когда и по какой причине Холиншед покинул Лондон, но, как видно из его завещания, в конце своей жизни он служил уже управляющим у сэра Томаса Бердетта (ум. 1591) из Брамкотта в Уорикшире, где около 1580 года и умер.
После его смерти коллеги продолжили работу над хрониками и выпустили в 1586—1588 годах три тома нового их издания, указав в качестве автора покойного Холиншеда, хотя в реальности он являлся лишь их редактором.

## Соавторы

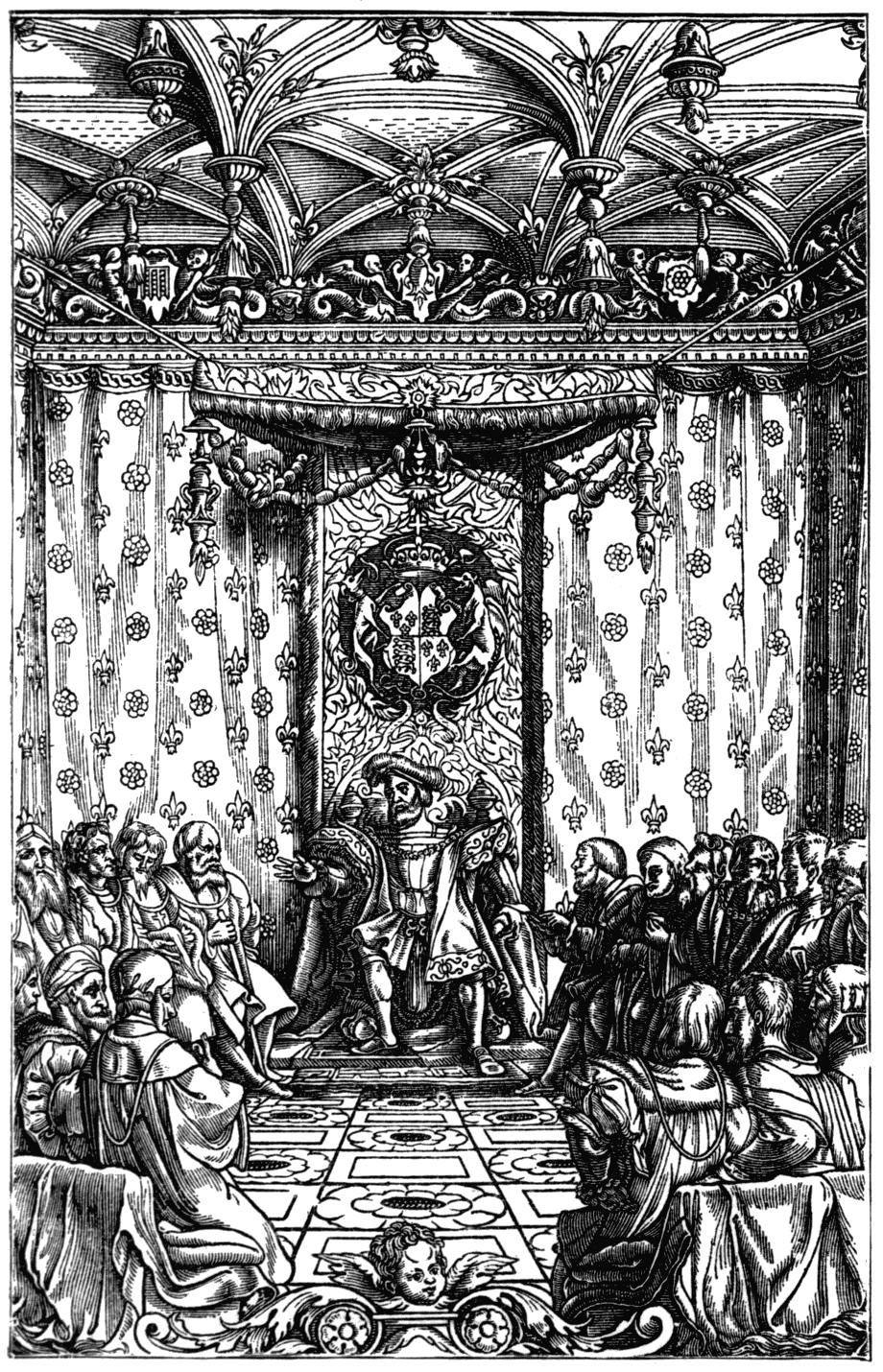
Генрих VIII Тюдор среди своих советников. Гравюра из первого лондонского издания «Хроник Холиншеда»

В работе над «Хрониками» также участвовали англиканский священник Уильям Харрисон (англ. William Harrison, 1534—1593), священник-иезуит Эдмунд Кампион (англ. Edmund Campion, 1540—1581), католик-ирландец, поэт и переводчик Ричард Стэнихерст (англ. Richard Stanyhurst, 1547—1618), а также издатели Генри Денэм (англ. Henry Denham, ум. 1589), Ральф Ньюбери (англ. Ralph Newberie) и Томас Вудкок (англ. Thomas Woodcock). В качестве редактора после смерти Холиншеда они наняли историка и адвоката Джона Хукера (англ. John Vowell Hooker, 1525—1601), который, в свою очередь использовал юриста Фрэнсиса Тинна для освещения шотландских дел, а книгоиздателя Абрахама Флеминга, чиновника казначейства Уильяма Пэттена (ум. 1598) и хрониста Джона Стоу — для дополнения дел английских. Практически все соавторы являлись интеллектуалами, состояли в обществе антиквариев, имели университетское образование и весьма широкий круг интересов; так, Р. Стэнихерст и Ф. Тинн, например, занимались ещё и алхимией. Характерно, что в эпоху обострения в тогдашней Англии религиозных противоречий среди авторов-составителей «Хроник Холиншеда» присутствовали как протестанты, так и католики, что демонстрировало принципиальную возможность консенсуса мировоззрений.

## «Хроники»
«Хроники Холиншеда» насыщены обильным фактическим материалом, в том числе справочным (таблицы, тексты официальных документов, списки источников и др.). Вместе с тем, их нельзя ещё считать историческим трудом, так как их составители, подобно хронистам Средневековья, редко пользовались первоисточниками, предпочитая им или печатные издания вроде «Всемирной хроники» Ранульфа Хигдена в английском переводе Джона Тревизы (1387), дополненную его первым издателем Уильямом Кэкстоном (1482), адаптированные переводы вроде английской версии «Истории Шотландии» Гектора Бойса (1527), или же ссылки в трудах авторитетных предшественников, включая Роберта Фабиана, Эдварда Холла, Полидора Вергилия и др. Среди других использованных ими сочинений можно отметить «Топографию Ирландии» Гиральда Камбрийского (1188), хроники Джона Хардинга, Роберта Бейла и Ричарда Графтона, а также «Шотландские деяния» Джона Мейджора (1521). Сведения о событиях на континенте заимствовались ими, в частности, из «Хроник Фруассара» и «Истории Италии» Франческо Гвиччардини.
Первый том хроник открывает «Историческое описание острова Британия» Уильяма Харрисона, после которого следует изложение английской истории самим Холиншедом начиная с ветхозаветных времён до 1575 года. В разделах, посвящённых Шотландии, Ирландии, Уэльсу и континентальным странам, он в основном пересказывает чужие труды.
Невзирая на то, что историко-мифологические концепции английской истории в елизаветинские времена уходили в прошлое, Холиншед не удержался от некоторых из них, пытаясь объединить их с историей библейской. Так, объясняя происхождение названия Альбион и кратко упомянув расхожую теорию о белых скалах Дувра, он сообщает, что Британия была заселена за 200 лет до Всемирного потопа прибывшим из Келтики (англ. Celtica) Сатурном, сыном Иафета, получив в честь него название Самотии (англ. Sanothea). Спустя полтораста лет на остров прибыли гиганты во главе с Альбионом, сыном «царя» Нептуна, которого он, в свою очередь, выводит от сына Ноя — Хама. Нептун, по его словам, помог своему отпрыску покорить кельское население Самотии, став девятым королём страны. Спустя семь лет Альбион вместе со своим братом Бергионом был убит, по его словам, Геркулесом, сыном «царя» Озириса, и власть в стране захватил кельский тиран Лукус.
Ссылаясь на хроники Джона Хардинга, Джона Роуза, Дэвида Пенкера и др., составитель хроники решительно отвергает популярную в его время теорию происхождения названия страны от имени старшей дочери царя Даная, которую на самом деле звали, по его словам, Идой, старательно перечислив имена всех её сестёр и безапелляционно заявив, что старинные летописцы путали Даная с императором Диоклетианом. Причудливое переплетение ветхозаветных, египетских, античных и кельтских преданий, далёкое от всякой научной критики, вполне удовлетворяло вкусам тогдашней публики, не противореча официальным историко-генеалогическим легендам, а личный авторитет Холиншеда и его коллег способствовал росту популярности их такой же, по сути, мифической версии заселения Британии.
Подобный подход был характерен для тогдашних историков школы антиквариев, которые унаследовали, с одной стороны, от учёных Ренессанса повышенный интерес к хроникам и письменным документам, а с другой, от средневековых хронистов — пристальное внимание к фольклору и мифологии, а также стремление придать своим произведениям подлинно энциклопедический характер. Профессиональный уровень их, как правило, ограничивался тем, что они тщательно коллекционировали и описывали документы, артефакты и устные предания о прошлом, по возможности делая их достоянием общественности, но на разработку каких-либо научных теорий не претендовали.
Вместе с тем, некоторые выводы Холиншеда свидетельствуют о его скрупулёзной работе с источниками. Так, уделяя, подобно большинству историков времён Реформации, повышенное внимание к римским завоеваниям, он справедливо отмечает, что Юлию Цезарю покорились далеко не все кельты, а лишь население южного побережья страны, датируя его поход 53 годом до н. э., спустя 1060 лет после высадки на острове легендарного Брута Троянского. Характеризуя отношение «гордых и свободолюбивых бриттов» к захватчикам, хронист восторженно пишет, что «предки англичан неоднократно пытались отказаться выплачивать дань и постоянно воевали с римскими войсками», вложив в уста легендарной королевы Боудикки (30—61 гг. н. э.) пламенные слова: «Я полагаю, что среди вас не найдется человека, который бы прекрасно не понимал, насколько свобода и независимость предпочтительнее неволи и рабства… некоторые из вас безрассудно предпочитают чужеземное господство обычаю и законам вашей собственной земли, сейчас вы должны понять, насколько свободная бедность предпочтительнее перед огромным богатством в рабстве».
Оригинально разрешив вопрос о мифическом Луции Британском, которого он называет «капитаном Парижа», якобы обратившим страну в христианство ещё в 169 году н. э, дотошный составитель хроники излагает историю короля Артура, не ограничиваясь изложением популярных мифов, но дополняя рассказы хронистов заимствованиями из рыцарских романов. Допуская недостоверность многих преданий о легендарном полководце, он решительно критикует тех из своих предшественников, которые, подобно Уильяму Ньюбургскому и Полидору Вергилию, отвергали в принципе его существование. Относительно отсутствия имени Артура в списках римских правителей он глубокомысленно замечает, что легендарных предводитель бриттов и не собирался править в Вечном городе, предусмотрительно оставив там своего ставленника и вернувшись на родину.
В освещении событий периода Средневековья компилятивные «Хроники Холиншеда», составлявшиеся «методом ножниц и клея», как правило, следуют за включёнными в них источниками, мало где расходясь в оценках с разновременными и разнохарактерными хрониками. Так, в одних случаях король Ричард II в них восхваляется, а в других обвиняется в постыдных пороках, привёдших его, в конечном счёте, к закономерному падению.
Во втором переработанном и дополненном издании «Хроник» 1587 года учтены были последние события, включая поездки Елизаветы I в Саффолк и Норфолк в 1578 году, возвращение в Англию кругосветной экспедиции Дрейка (1580), военные действия графа Лестера в Нидерландах (1580) и заговор Бабингтона (1586). В текст включён был также политический памфлет У. Дадли «Отправление правосудия в Англии» (1583), содержащий апологию религиозной политики королевы, а также ряд важных документов вроде парламентской петиции с требованием казни для Марии Стюарт.
Вместе с тем, это издание подверглось серьёзным цензурным правкам, особенно во всём, что касалось англо-шотландских отношений, которые по указанию архиепископа Кентерберийского Джона Уитгифта осуществляли Генри Киллигрю, Томас Рэндольф и Джон Хэлмонд. Лишь в шеститомном лондонском издании 1806—1807 годов под редакцией Генри Эллиса все удалённые фрагменты были восстановлены.
«Хроники Холиншеда», писавшиеся на английском языке, трактовавшие события в протестантском духе и изначально предназначавшиеся для внутренней аудитории, стали во многом итогом трудов историков предшествующих веков, получив широкую известность у современников, и на протяжении долгого времени в значительной степени формировали представления англичан о прошлом их страны.
Вильям Шекспир использовал второе их издание в качестве источника для некоторых драматических произведений, связанных с историей Британии, в частности, трагедий «Макбет», «Король Лир», «Ричард III», «Цимбелин» и др. Помимо него, «Хроники Холиншеда» использовал Эдмунд Спенсер в своих поэмах, Кристофер Марло в своих драмах, а также Уильям Кемден в «Британии» (1586) и «Анналах Елизаветы» (1615), Сэмюэл Дэниел в «Истории Англии» (1631), и др. историки.

## Издания
- Holinshed's Chronicles of England, Scotland, and Ireland, edited by Henry Ellis and others. — Volumes 1—6. — London: J. Johnson, 1807.
- Holinshed's Chronicles. England, Scotland and Ireland, with a new introduction by Vernon F. Snow. — Volumes 1—6. — New York: AMS press, 1976. — ISBN 040403330X.
- Holinshed's Chronicles, edited by Alison Taufer. — New York: Twayne Publishers, 1999. — ISBN 0805745815.